# Orconectes rusticus
Orconectes rusticus är en kräftdjursart som först beskrevs av Girard 1852.  Orconectes rusticus ingår i släktet Orconectes och familjen Cambaridae. IUCN kategoriserar arten globalt som livskraftig. Inga underarter finns listade i Catalogue of Life.

## Bildgalleri

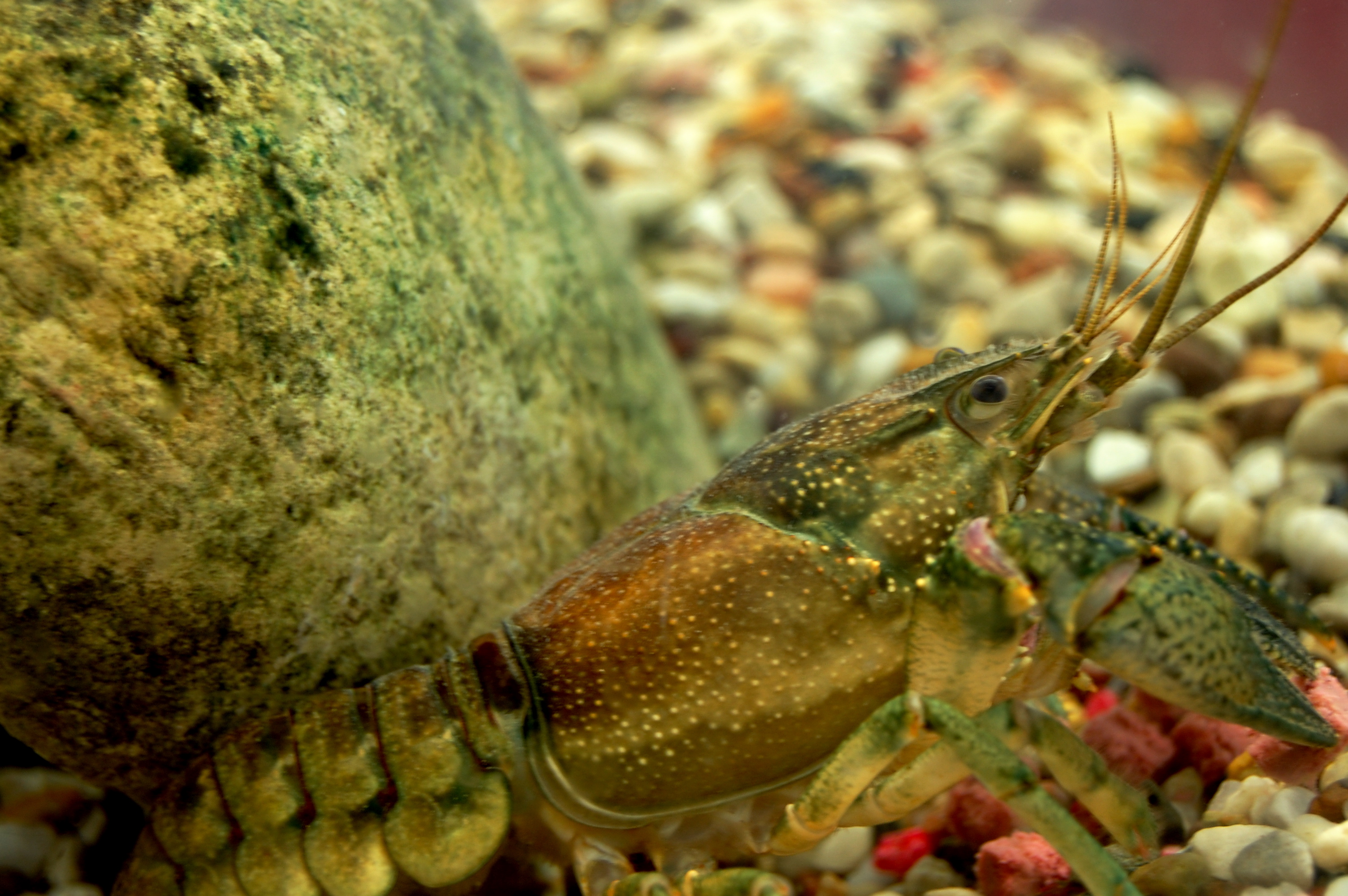
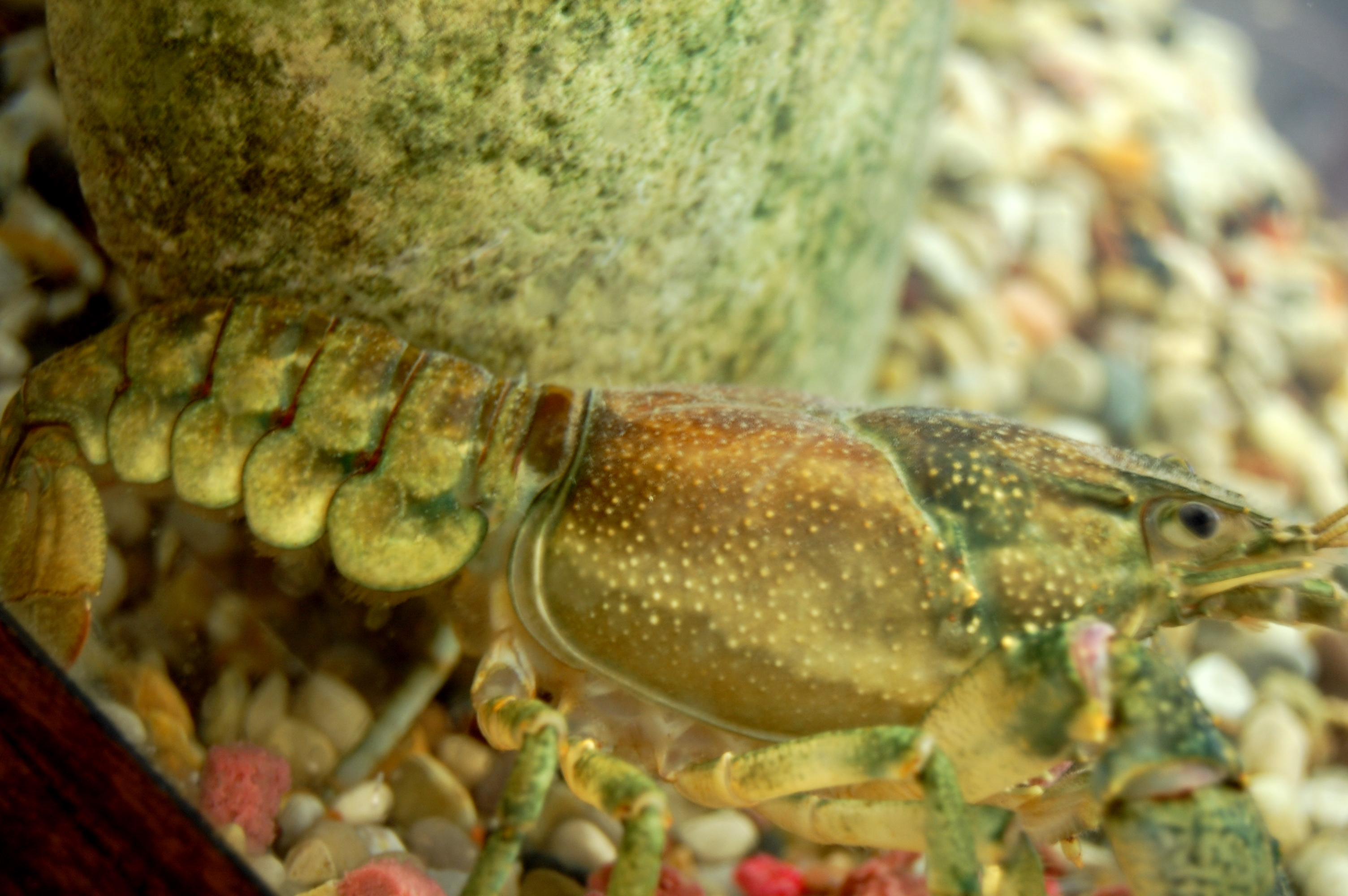
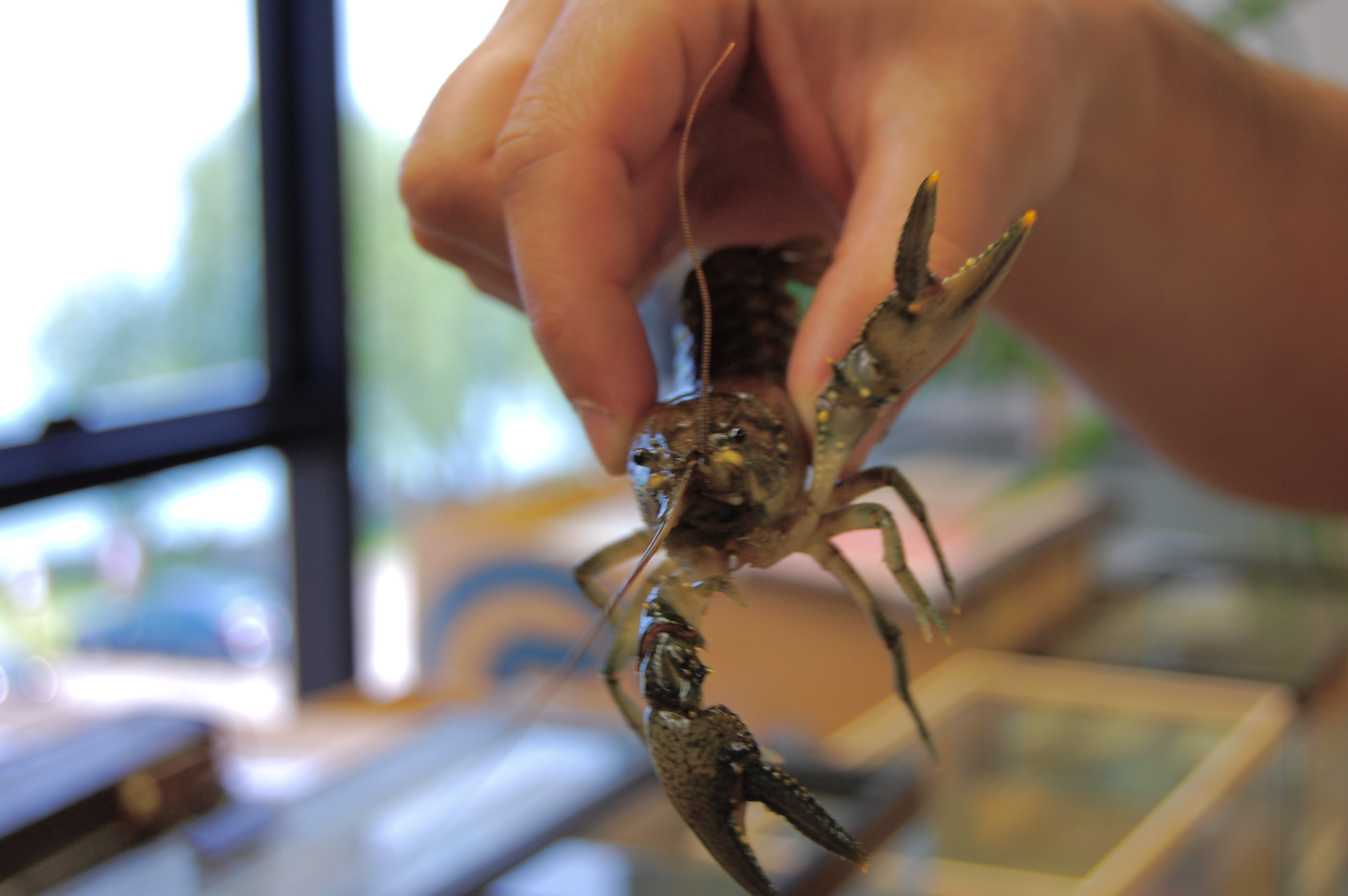